# Clube Desportivo Primeiro de Agosto
Le Clube Desportivo Primeiro de Agosto est un club omnisports angolais basé à Luanda.
Le club comporte une section de football, une section de basket-ball masculin, une section de basket-ball féminin et une section de handball masculin et féminin.

## [1]Liens externes
1. ↑  « CD 1º de Agosto - Profil du club », sur www.transfermarkt.fr (consulté le 11 septembre 2024)